# شهرستان زانهوانگ
شهرستان زانهوانگ (به لاتین: Zanhuang County) یک شهرستان‌های جمهوری خلق چین در چین است که در شیجیاژوانگ واقع شده‌است.